# Antigua és Barbuda a 2020. évi nyári olimpiai játékokon
Antigua és Barbuda a japán Tokióban megrendezett 2020. évi nyári olimpiai játékok egyik részt vevő nemzete volt. Az országot az olimpián 4 sportágban 6 sportoló képviselte, akik érmet nem szereztek.

## Atlétika
Férfi
| Versenyző     | Versenyszám | Selejtező | Selejtező | Selejtező | Előfutam | Előfutam | Előfutam | Elődöntő | Elődöntő | Elődöntő | Döntő    | Döntő    |
| Versenyző     | Versenyszám | Idő       | Hely.     | Össz.     | Idő      | Hely.    | Össz.    | Idő      | Hely.    | Össz.    | Idő      | Helyezés |
| ------------- | ----------- | --------- | --------- | --------- | -------- | -------- | -------- | -------- | -------- | -------- | -------- | -------- |
| Cejhae Greene | 100 m       | kiemelt   | kiemelt   | kiemelt   | 10,25    | 6.       | 34.*     | kiesettt | kiesettt | kiesettt | kiesettt | kiesettt |

Női
| Versenyző    | Versenyszám | Selejtező | Selejtező | Selejtező | Előfutam | Előfutam | Előfutam | Elődöntő | Elődöntő | Elődöntő | Döntő   | Döntő    |
| Versenyző    | Versenyszám | Idő       | Hely.     | Össz.     | Idő      | Hely.    | Össz.    | Idő      | Hely.    | Össz.    | Idő     | Helyezés |
| ------------ | ----------- | --------- | --------- | --------- | -------- | -------- | -------- | -------- | -------- | -------- | ------- | -------- |
| Joella Lloyd | 100 m       | 11,55     | 1.        | 3.        | 11,54    | 7.       | 43.*     | kiesett  | kiesett  | kiesett  | kiesett | kiesett  |

* - két másik versenyzővel azonos eredményt ért el

## Ökölvívás
Férfi
| Versenyző   | Versenyszám | Selejtező                     | Nyolcaddöntő      | Negyeddöntő       | Elődöntő          | Döntő             | Helyezés |
| Versenyző   | Versenyszám | Ellenfél Eredmény             | Ellenfél Eredmény | Ellenfél Eredmény | Ellenfél Eredmény | Ellenfél Eredmény | Helyezés |
| ----------- | ----------- | ----------------------------- | ----------------- | ----------------- | ----------------- | ----------------- | -------- |
| Alston Ryan | Könnyűsúly  | Hovhannes Bachkov (ARM) · 0–5 | kiesett           | kiesett           | kiesett           | kiesett           | 17.      |

## Úszás
Férfi
| Versenyző        | Versenyszám | Előfutam | Előfutam | Előfutam | Elődöntő | Elődöntő | Elődöntő | Döntő   | Döntő    |
| Versenyző        | Versenyszám | Idő      | Hely.    | Össz.    | Idő      | Hely.    | Össz.    | Idő     | Helyezés |
| ---------------- | ----------- | -------- | -------- | -------- | -------- | -------- | -------- | ------- | -------- |
| Stefano Mitchell | 100 m gyors | 51,64    | 4.       | 51.      | kiesett  | kiesett  | kiesett  | kiesett | kiesett  |

Női
| Versenyző        | Versenyszám | Előfutam | Előfutam | Előfutam | Elődöntő | Elődöntő | Elődöntő | Döntő   | Döntő    |
| Versenyző        | Versenyszám | Idő      | Hely.    | Össz.    | Idő      | Hely.    | Össz.    | Idő     | Helyezés |
| ---------------- | ----------- | -------- | -------- | -------- | -------- | -------- | -------- | ------- | -------- |
| Samantha Roberts | 50 m gyors  | 27,63    | 6.       | 54.      | kiesett  | kiesett  | kiesett  | kiesett | kiesett  |

## Vitorlázás
Női
| Versenyző     | Versenyszám  | Futam | Futam | Futam | Futam | Futam | Futam | Futam | Futam | Futam | Futam | Futam   | Pontszám | Helyezés |
| Versenyző     | Versenyszám  | 1     | 2     | 3     | 4     | 5     | 6     | 7     | 8     | 9     | 10    | É       | Pontszám | Helyezés |
| ------------- | ------------ | ----- | ----- | ----- | ----- | ----- | ----- | ----- | ----- | ----- | ----- | ------- | -------- | -------- |
| Jalese Gordon | Laser radial | 42    | (43)  | 42    | 43    | 41    | 42    | 37    | 42    | 38    | 41    | kiesett | 368      | 43.      |